# Sulcella
Sulcella is een geslacht van uitgestorven kreeftachtigen uit de klasse van de Ostracoda (mosselkreeftjes).

## Soorten
- Sulcella (Postsulcella) chaohuensis Chen & Bao, 1990 †
- Sulcella (Postsulcella) elongata Adamczak, 1968 †
- Sulcella (Postsulcella) kotchoensis Lethiers, 1981 †
- Sulcella (Postsulcella) mutae Adamczak, 1968 †
- Sulcella (Postsulcella) plicata Adamczak, 1968 †
- Sulcella (Postsulcella) sulcata Coryell & Sample, 1932 †
- Sulcella (Postsulcella) testis Adamczak, 1968 †
- Sulcella abundans (Pokorny, 1951) Lethiers et al., 1985 †
- Sulcella affiliata (Jones & Kirkby, 1886) Robinson, 1978 †
- Sulcella altschedatensis (Polenova, 1960) McGill, 1968 †
- Sulcella australis Kroemmelbein, 1954 †
- Sulcella celsa Cooper, 1941 †
- Sulcella concaviuscula Wang & Liu, 1992 †
- Sulcella cristata Robinson, 1978 †
- Sulcella cuneata (Kummerow, 1953) Groos, 1969 †
- Sulcella decora Morey, 1935 †
- Sulcella distincta Wang (S.), 1983 †
- Sulcella edmistoni (Harris & Lalicker, 1932) Bassler & Kellett, 1934 †
- Sulcella emicatusa Stover, 1956 †
- Sulcella fusiformis Wang (S.), 1983 †
- Sulcella harrisi Bradfield, 1935 †
- Sulcella huecoensis Dewey & Kohn, 1993 †
- Sulcella inornata Robinson, 1978 †
- Sulcella langdaiaformis Kozur, 1985 †
- Sulcella levisulcata Dewey & Fahraeus, 1987 †
- Sulcella lufengshanensis Wang (S.), 1983 †
- Sulcella mesopermiana Kozur, 1985 †
- Sulcella multicostata Posner, 1958 †
- Sulcella nitela Li (Zu-Wang), 1987 †
- Sulcella nodocosta Cooper, 1941 †
- Sulcella ovata Cooper, 1941 †
- Sulcella posteracuminata Wang, 1978 †
- Sulcella postvallata Blumenstengel, 1975 †
- Sulcella preciosa Guan, 1985 †
- Sulcella profusa Sun & Wang, 1985 †
- Sulcella puncta Zhang (Jin-Jian), 1985 †
- Sulcella rhenana (Kroemmelbein, 1954) Lethiers et al., 1985 †
- Sulcella rotunda (Cooper, 1946) Lethiers & Colin, 1989 †
- Sulcella salairica Buschmina, 1968 †
- Sulcella speculaea Becker, 1965 †
- Sulcella struvei Becker, 1992 †
- Sulcella subparallela Wang (S.), 1983 †
- Sulcella suprapermiana Kozur, 1985 †
- Sulcella tiaomajianensis Sun, 1978 †
- Sulcella volgograda Schischkinskaja, 1964 †
- Sulcella warthini Coryell & Sample, 1932 †
- Sulcella zhongpingensis Wang & Shi, 1982 †